# Eobothus
Eobothus is een geslacht van uitgestorven straalvinnige beenvissen, behorend tot de orde der platvissen, dat tijdens het Midden-Eoceen leefde in delen van Azië (China) en Europa (Engeland en Frankrijk).

## Kenmerken
Eobothus was ongeveer tien centimeter lang en leek erg op de nu levende bot. De bot stamt, net als de tarbot, schol en tong dan ook af van Eobothus. Eobothus beschikte ook al over de merkwaardige wisseling van de stand van de ogen van weerszijden naar één kant, die de bot ook heeft. 
Zoals bij alle platvissen vormden de rug en aarsvinnen bij de Eobothus één onafgebroken lijn. Door een op en neer gaande beweging te maken, met gebruik van zijn vinnen, kon Eobothus soepel over de zeebodem glijden.